# 伊波利托·伊里戈延
胡安·伊波利托·德尔萨格拉多·科拉松·德·赫苏斯·伊里戈延·阿莱姆（西班牙語：Juan Hipólito del Sagrado Corazón de Jesús Yrigoyen Alem；1852年7月12日—1933年7月3日），阿根廷政治人物，属于激进公民联盟，曾两次出任阿根廷总统（1916-1922，1928-1930）。他是第一位通过1912年萨恩斯·佩尼亚法建立的匿名和强制性男性选举权民主选举的总统。他的激进主义是阿根廷通过该法律的主要推动力。在他的两届任期内，他被称为“贫民之父”，提高了无产阶级的生活水平，推行了一系列政治改革，包括改善工作条件，规定工作时间，引入公众教育系统等。
伊里戈延是第一位民族主义总统，坚信该国必须管理自己的货币，最重要的是，他主张国家应该控制运输以及能源和石油开采网络。
从1916年大选到1930年政变，阿根廷政治两极分化加剧。个人激进主义被描述为反对“寡头和保守政权”和“国家和人民的真实表达”。对执政党来说，多数人的意志胜过权力的划分。另一方面，反对派指责行政部门傲慢自大，并要求国会更多地参与，尤其是在诸如联邦干预等有冲突的问题上。

## 早年
伊里戈延出生于1852年7月12日，就在卡塞罗斯战役后几个月。四年后，他于1856 年10月19日在Nuestra Señora de Piedad教堂受洗。他的父亲马丁·伊里戈延·多达加赖（Martín Yrigoyen Dodagaray）是一名巴斯克-法国移民，他于1847年与莱安德罗·安东尼奥·阿伦（Leandro Antonio Alén）的女儿马塞利娜·阿伦·庞塞（Marcelina Alén Ponce）结婚，阿伦是胡安·曼努埃尔·德·罗萨斯（Juan Manuel de Rosas）政府期间的马佐卡成员，后来在五月广场被枪杀并绞死。
伊里戈延年轻时住在Balvanera附近的一所房子里，有四个兄弟姐妹：羅奎、馬丁、阿瑪莉亞和瑪塞莉娜。1861 年，九岁的他进入了布宜诺斯艾利斯圣何塞学校，该学校由贝塔拉姆耶稣圣心会开办，尽管他继续在南美洲学校学习，他的叔叔莱安德罗·N·阿莱姆（Leandro N Alem）是哲学教授。伊里戈延不是一个杰出的学生，尽管他确实表现出内省的性格。早期，他倾向于学习成为一名牧师，但他很快就开始学习法律。有一段时间，伊里戈延和阿莱姆住在一起，阿莱姆试图将他的侄子介绍给共济会。
十五岁那年，伊里戈延暂停了学业以帮助他的父亲，因为他的父亲拥有一队手推车在港口工作。他在一家商店工作了很短的时间，还在手推车队里找到了一份工作。在他年轻的时候，他还当过警察、师范学校教师和牧场主。

## 早期政治生涯
1869年，当伊里戈延和叔叔阿莱姆一起完成中学教育时，他作为自治党的成员开始了他的政治生活，自治党由阿道夫·阿尔西纳（Adolfo Alsina）领导，该党拥有与巴托洛梅·米特雷的民族党相对立的民众基础。在参加选举时，他要求实行自由选举、分割农村财产和改革司法权等措施。
1870 年，他进入公共行政部门，担任平衡和信息办公室总账的抄写员，但他并没有在这份工作上待很长时间。两年后，当阿莱姆当选布宜诺斯艾利斯省众议员时，受叔叔的影响，20岁的伊里戈延被任命为Balvanera警察局长，并负责Section 14。同时，他继续攻读法律，并于1874年3月完成了他的四年学业，同时还参加了当年由巴托洛梅·米特雷领导的革命。1877年，阿莱姆、Artistóbulo del Valle和伊里戈延为抗议阿道夫·阿尔西纳与米特雷的民族党的合作，组建了共和党，该党提名del Valle为候选人，并反对阿尔西纳的自由党领导人与米特雷的民族党领导人之间的任何协议。1877年，伊里戈延被驱逐出警察局，结束了这次内部冲突。1878年，25岁的他代表共和党当选为众议员，并担任预算委员会成员，但由于布宜诺斯艾利斯加入联邦，他的任期于1880年结束。同年，他被任命为邮票和专利的总管理员，尽管他也没有在那个职位上呆很长时间。布宜诺斯艾利斯加入联邦和胡利奥·罗卡（Julio A. Roca）就任总统后，阿莱姆辞去了众议员的职务，以抗议加入联邦并离开政坛，这让不反对新法律的伊里戈延当选为国会众议员，这是两人之间出现的第一个分歧。1878 年，他结束了学业，但从未完成论文。三年后，通过了一项新法律，取消了律师需要论文的要求，这让伊里戈延得以毕业。
1880 年，他开始担任阿根廷历史、公民教育和哲学教授，并在教师师范学校担任教授，尽管他最初被多明戈·福斯蒂诺·萨米恩托（Domingo Faustino Sarmiento）任命为Balvanera的学校委员会主席，后来成为国家教育委员会主席。他教授这些科目大约二十四年，直到他因自己领导的1905年革命失败，被总统曼努埃尔·金塔纳驱逐出境。尽管经济形势不利，他还是将自己的150比索工资捐给了儿童医院和儿童收容所。当时的证据表明他不是一个好教授，但他的方法特别有趣：他让自己的学生对课堂负责，而他担任主持人和观察员。1882年，伊里戈延完成了他在布宜诺斯艾利斯大学法学院的理论课程。此时，他通过西班牙克劳斯主义者Julián Sanz del Río和Francisco Giner de los Ríos发现了哲学家卡尔·克劳斯的著作, 极大地影响了他的思想。
在1880年代，他开始了一系列为他带来巨大经济财富的农村项目。他购买并租用了布宜诺斯艾利斯省、科尔多瓦省和圣路易斯省的大牧场，养肥了牛，将它们卖给了制冷企业。这些活动不仅为他赢得了巨大的财富，还为他赢得了自己的土地。他总共拥有近25里格（约58,000公顷）的土地。他是Las Flores附近Estancia El Trigo的所有者，该国最好的牧羊地之一；圣路易斯省的Seña de Anchorena；和阿尔韦亚尔将军镇（General Alvear）附近的El Quemado。得益于他的商业经验，伊里戈延与乡村的人（包括克里奥尔人和外国人）有直接接触，并且熟悉他们的问题和情绪。几年时间，伊里戈延积累了一笔可观的财富，帮助他实现自己的政治抱负。
伊里戈延从未在他的庄园接待过任何人，包括他的朋友。他花时间和工人一起在田里干活，空闲时间他会散步或读书。当他成为一个更受欢迎的政治人物时，他会回到他的庄园休息。他建议他的工人为他们的晚年购买小房产。伊里戈延庄园的工人领取的工资高于当时的一般工资，他们根据每个雇员的工作和责任按比例分得一份收入，他会定期给他的工人一些衣服。他积累了数百万比索的财富，几乎全部用于资助他的政治活动，以至于他死时负债累累。
1880 年代标志着拥有土地的精英阶层和商人的合并商业部门的整合，在总统胡利奥·罗卡的保证下，首先来自政府内部，后来来自政府外部，以一种平衡的方式联系在一起。这些明显占主导地位的不同部门之间的协议排除了任何有组织的反对派。在此背景下，反对派成立了一个新政党，解散了青年公民联盟，并于1890年成立了新的公民联盟，这是一场由选举权意识形态和反对罗卡政权的斗争联系在一起的异质运动。1889年9月1日在Florida Garden举行的会议取得了成功，帮助了阿莱姆在布宜诺斯艾利斯的年轻人中得到了知名度，尽管他自1880年代以来就退出了政治生活，但他帮助策划了公园革命（Revolution of the Park）。伊里戈延起初对加入这次运动犹豫不决，因为他认为这场斗争不是针对一个人（米格尔·胡亚雷斯·塞尔曼总统），而是针对整个体制。但在1890年革命之前，他被迫加入运动，并很快成为临时政府的警察局长。但该运动将很快遭到政府镇压，公民联盟中较为保守的派系之间的协议因深刻的内部危机而破裂。这导致公民联盟于1891年6月26日破裂，形成了两个新政党：国家公民联盟，由巴托洛梅·米特雷领导，支持与罗卡的政党谈判；以及激进公民联盟（Unión Civica Radical， UCR），由阿莱姆领导，并从根本上反对罗卡。同年，伊里戈延被任命为布宜诺斯艾利斯省激进委员会主席， 1881年3月，他被任命为教师师范学校阿根廷历史公民教育系主任。在这个职位上工作的五年对伊里戈延产生了显著的影响，使他拥有了更全球化的视野。
1889 年，伊里戈延搬进了自己的房子，面对今天布宜诺斯艾利斯市的国会广场，在现在以他的名字命名的街道上，在1600街区。就在这次行动之前，他的兄弟Roque在长期患病后去世。那件事促使他更加与世隔绝，在这种状态下他遭受了宗教危机。由于他内向的性格，人们对此知之甚少。在他兄弟生病期间，伊里戈延结识了他兄弟的两个朋友，Carlos Pellegrini和Roque Sáenz Peña，他们在最终将伊里戈延推上总统职位的机构变革中发挥了重要作用。

## 武装叛乱
1892年4月10日，路易斯·萨恩斯·佩尼亚当选为阿根廷总统。一周前，总统卡洛斯·佩列格里尼宣布进入戒严状态，并以激进党的阴谋为由将莱安德罗·N·阿莱姆送进监狱，几乎所有激进党领导人都在两个月内被捕，除了伊里戈延。同年 11 月，激进公民联盟全国代表大会召开，阿莱姆和伊里戈延在会上发表声明，呼吁武装起义反抗政权。大会批准了一项宣言，将政府权力的来源视为“基于欺诈和暴力”。11月17日，激进公民联盟发布了其章程，这是该党历史上第一份此类文件。这是开始新激进革命的一系列事件中的第一件大事。
1893年7月29日，圣路易斯省省长被Juan Sáa推翻，7月31日，经过一天的血腥冲突，他们占领了罗萨里奥。与此同时，在布宜诺斯艾利斯，伊里戈延决定将他的计划付诸实践。几名激进党领导人离开了这座城市，前往该省内陆地区，每个人都被分配了一项特定任务来开展新的叛乱。在他的El Trigo estancia农场，他会见了他的朋友和他的一些工人，总共约有 60 人，他们前往Las Flores警察局，没有遭遇任何抵抗就拿下了警察局。8月3日上午，他与1,200 名男子一起抵达坦珀利，并为革命建立了营地，营地由马塞洛·T·德阿尔维尔（Marcelo T. de Alvear）领导并组织。营地容纳了多达2,800名武装公民，他们排成一列抵达邻近城镇。8月4日，叛军首领组建了数个营地来保卫坦珀利的总营地，其部队已增至4,500人，分为18个营。面对这种情况，省长当天就辞职了。两天后，由伊里戈延主持的省委员会成立，并在洛马斯-德萨莫拉举行会议，大约有七十名成员出席。Domingo Demaría请求伊里戈延担任该省的临时省长，但他断然拒绝，认为他参加革命是为了结束一个非法政府，而不是建立另一个政府。在他的革命同胞坚持之前，他告诉他们，“既不是临时的，也不是确定的”
1893 年7月3日，路易斯·萨恩斯·佩尼亚因内阁危机导致数名部长辞职，他呼吁在公民联盟解体后退出政坛的Aristóbulo del Valle对其进行重组。Del Valle首先试图邀请激进公民联盟委员会参与新内阁，但没有成功。然后，他试图号召一些激进主义者加入一些内阁部门，但他们都强烈拒绝了这一提议。他提出了一项计划，解除存在于几个省份的准军事部队的武装，一些省长正在利用这些准军事部队在其省份保留权力。他还要求国会使用联邦干预取代布宜诺斯艾利斯省、圣菲省和圣路易斯省的省长，这些省份主要由寡头控制。鉴于他与政府关系密切，Del Valle本可以像阿莱姆要求他那样发动政变，但他的法律信念阻止他采取行动，即使这意味着革命的失败。
8月8日，一个铁路编队从坦珀利出发，前往布宜诺斯艾利斯省首府拉普拉塔。伊里戈延的兄弟马丁·伊里戈延上校率领3,500名平民，经过一番战斗后推翻了省长Carlos Costa， 并占领了拉普拉塔。马丁和伊波利托·伊里戈延的部队联合起来，大约4,500人在第13街和第44街之间游行。伊里戈延兄弟走在革命队伍的最前面，受到了拉普拉塔人民的热烈欢迎。他们决定以火车站附近的竞技场为营地，结束对拉普拉塔的和平占领。同一天，省委员会在 洛马斯-德萨莫拉开会选举临时省长Juan Carlos Begrano，他选择马塞洛·T·德阿尔维尔作为他的公共工程部长。临时政府只维持了九天。当民族党政府出兵干预时，Begrano没有反抗，将大权交给了Eduardo Olivera。民族党政府指定曼努埃尔·金塔纳（Manuel Quintana）为内政部长，他派出强大的武力手段来镇压革命。8月25日，省委员会正式宣布将放弃武器。阿莱姆坚持要在全国发动新的起义，但伊里戈延不同意，因为他相信金塔纳会不择手段地镇压革命。这是两个领导人关系恶化的开始。到十月，革命已被彻底击败。伊里戈延被告知他将被逮捕，当他清晨离开家时，他被警察拘留了。这是他有生以来第一次被捕。他被转移到一艘旧军舰上，然后转移到一艘关押着几名激进分子囚犯的趸船上，他们在那里因卫生条件差而感到恶心。不久之后，他们被送到了乌拉圭的蒙得维的亚，这是伊里戈延唯一去过的外国土地，他们一直呆到 12 月。多年后，他在被推翻后再次来到乌拉圭。
就在这场革命之前，伊里戈延遇到了Alvear，更具体地说，是在布宜诺斯艾利斯市警察局长职位空缺的时候。Artistóbulo del Valle向阿莱姆的一位亲戚求婚，他曾担任过专员。这就是他与Alvear和Le Breton、Apellániz和 Senillosa等其他公民人物接触的方式。Alvear和伊里戈延会在巴黎咖啡馆和委员会会议上见面。他总是对Alvear 怀有特殊的感激之情，即使是在这位领袖晚年、激进党领导人之间发生冲突之后也是如此。关于这两位领导人的轶事可以提到，1897年，利桑德罗·德拉托雷向伊里戈延发起击剑挑战决斗。Alvear有几天时间教他的朋友击剑的基础知识，因为伊里戈延对击剑一无所知，而德拉托雷是一名专家。决斗于9月6日举行，伊里戈延多次触到德拉托雷]的脸并赢得了决斗。在他担任总统期间，他继续练习击剑，这是他从未放弃的消遣，即使在他70多岁时也是如此。1897年，他加入赛马会并数度赴会，虽然他在1900年后从未涉足该机构，但他一直是会员直至去世。
1896 年7月1日，莱安德罗·阿莱姆在街道中央自杀。当年1月，Aristóbulo del Valle去世，将党的领导权留给了伊里戈延。然而，在阿莱姆逝世的那天晚上，伊里戈延宣称他叔叔的死太过沉重，以至他无法领导该党，并要求在场的人返回他们的原籍省份，直至另行通知。
1897年9月6日，激进公民联盟全国代表大会发布了所谓的“平行政策”，与米特雷主义者合作参选。9月29日，在Alvear家举行的激进公民联盟省委员会会议上，他们投票决定解散委员会，以击败集权派。之后，激进主义进入了无组织状态，直到1904年该党重组。这与1898年全国委员会主席Bernardo de Iriogyen在胡里奥·罗卡第二次担任总统期间对抗他的米特雷主义者协议完全矛盾。

## 1905年革命
1905年2月上旬有几个迹象表明一场新的激进革命即将到来，1月下旬，革命者前往全国各地的目的地开始他们的反抗。然而，政府和警察都怀疑有针对他们的阴谋计划，因此他们闯入了几座建筑物并逮捕了藏有武器的平民。惊慌失措的陆军参谋长Smith将军前往军械库加强他的部队并保卫城市的军火库。33名手无寸铁的革命者于凌晨4 点闯入，并在要求见马丁·伊里戈延时被捕。革命者未能夺取军火库降低了革命的希望，因为原计划是用军火库中的武器武装平民。
3时45分，总统金塔纳抵达总督府，召开内阁紧急会议，宣布全国进入戒严状态。布兰卡港、门多萨、科尔多瓦和罗萨里奥的起义成功了，但首都仍处于政府的控制之下。在门多萨，省长被免职，革命军政府首脑José Néstor Lencinas接任临时省长一职。在科尔多瓦，副总统何塞·菲格罗亚·阿尔科塔（José Figueroa Alcorta）和罗卡总统的儿子Julio Argentino Pascual Roca率领的步兵，以及几位碰巧在科尔多瓦的政府领导人，都被Delfor Del Valle拘留。Del Valle试图俘虏罗卡总统，但他设法逃到了圣地亚哥-德尔埃斯特罗。在拉普拉塔，有疑似运动的谣言，但那里没有发生革命。一些革命领袖逃到智利或乌拉圭，但一些人，如Delfor Del Valle，在试图离开阿根廷时被捕，其他人则自首。大约70名平民囚犯被关押在圣克鲁兹号军舰上，并被限制在生活条件差的狭小空间内。3月5日，戒严状态延长 70 天，囚犯很快接受最高8年有期徒刑的审判，并于5月2日被派往Patria，送往乌斯怀亚的一所监狱。
在起义的最后几周，伊里戈延一直保持匿名。据宣布，他将于2月底在联邦法院出庭。2月28日，有一大群人和大量警察在等着他，但他没有出现，政府最终将他无罪释放。伊里戈延能够在经济上支持流亡中的领导人，因为他的庄园很成功。革命结束几个月后，出现了一个公民协会，即五月协会（Asociación de Mayo），该协会发起了一场由乌拉圭民族党支持的大赦运动。伊里戈延开始管理该协会，为被监禁的革命者争取自由，但这与金塔纳的顽固不化发生冲突。然而，金塔纳于1906年3月去世，何塞·菲格罗亚·阿尔科塔成为现代主义民族自治党（PAN）的主席，该党通过了前总统卡洛斯·佩列格里尼等人提出的大赦法。伊里戈延于1907年和1908年与阿尔科塔总统会面，试图说服他呼吁举行无腐败选举，但收效甚微。伊里戈延透露了1909年公约中的对话。
在 1910 年的总统选举中，现代主义民族自治党推举罗克·萨恩斯·佩尼亚为其候选人。佩尼亚主张建立一个杜绝选举舞弊的选举制度，他不仅是伊里戈延的朋友，而且在30年前与伊里戈延共同创立了已不复存在的共和党。

## 总统任期
在此任內，他实行矿产资源、电力和铁路国有化，限制大农牧主利益，推动国民经济发展，讓阿根廷於第一次世界大戰中立。不過，在另一方面，卻違背選舉中的民主改革承諾。1919年和1921年镇压布宜诺斯艾利斯和巴塔哥尼亚工人罢工。1928年，他東山再起，再度當選總統，不過隨即於翌年遭到嚴重經濟衰退等內政問題，在1930年的一場軍事政變中被推翻，一度被囚禁于马丁·加西亚岛。1933年又被胡斯托政府关押，获释后不久去世。